# Seznam ameriških matematikov
Seznam ameriških matematikov.

## A
- Hal Abelson
- Shreeram Shankar Abhyankar
- Abraham Adrian Albert (1905 – 1972)
- Ralph Abraham (1936 –)
- Amir Dan Aczel (1950 – 2015)
- Clarence Raymond Adams (1898 – 1965)
- George Adomian (1922 – 1996)
- Robert Adrain (1775 – 1843) (Irec)
- Michael Aizenman (1945 –)
- James Waddell Alexander II. (1888 – 1971)
- Gerald Lee Alexanderson (1933 – 2020)
- Krishnaswami Alladi (1955 –) (indijsko-am.)
- Linda J. S. Allen
- Frederick Justin Almgren (1933 – 1997)
- Jonathan Lazare Alperin (1937 –)
- Roger Charles Alperin (1947 – 2019)
- Brian Roger Alspach (1938 –)
- Stephen Altschul (1957 –)
- Benjamin Alvord
- Jacob Ammen (1807 – 1894)
- Igor Ansoff
- Tom Mike Apostol (1923 – 2016)
- Kenneth Appel
- Richard Arenstorf
- James Greig Arthur (1944 –)
- Emil Artin (1898 – 1962)
- Michael Artin (1934 –) (nemško-ameriški)
- William Arveson (1934 – 2011)
- Michael Aschbacher (1944 –)
- Richard Askey (1933 – 2019)
- Sheldon Jay Axler (1949 –)
- Robert Aumann (1930 –)

## B
- Ivo M. Babuška (1926 – 2023) (češko-ameriški)
- John Backus
- David Harold Bailey (1948 –)
- Thomas Banchoff (1938 –)
- Leon Bankoff (1908 – 1997)
- Benjamin Banneker (1731 – 1806)
- Charlotte Barnum
- Reid W. Barton
- Yaneer Bar-Yam (1959 –) ?
- Hyman Bass (1932 –)
- Aleksander Aleksandrovič Bejlinson (1957 –)
- Eric Temple Bell (1883 – 1960)
- Richard Ernest Bellman (1920 – 1984)
- Václav Edvard Beneš (1931 –)
- Bruce Carl Berndt (1939 –)
- Daniel J. Bernstein (1949 -)?
- Joseph Bernstein (1945 -) (rus.-amer.?/-izraelski)
- Lipman Bers (1914 – 1993)
- Andrea Luise Bertozzi (1965 –)
- Roman Bezrukavnikov (rus.-amer.)
- Sara Billey (1968 –)
- RH Bing (1914 – 1986)
- Garrett Birkhoff (1911 – 1996)
- George David Birkhoff (1884 – 1944)
- Errett Bishop
- Gilbert Ames Bliss (1876 – 1951)
- Lenore Blum
- Leonard Blumenthal
- Maxime Bôcher (1867 – 1918)
- Richard Ewen Borcherds (1959 –) (angleško-ameriški)
- Radž Čandra Bose/Raj Chandra Bose (Basu) (1901 – 1987) (indijsko-ameriški)
- Raoul Bott
- Nathaniel Bowditch (1773 – 1838)
- Carl Benjamin Boyer
- Richard Brauer (1901 – 1977)
- Hans Joachim Bremermann (1926 – 1996)
- Raymond Woodard Brink (1890 – 1973)
- Jeffrey Brock (1970 –)
- Fred Brooks
- Felix Browder (1927 – 2016)
- William Browder (1934 – 2025)
- Richard Anthony Brualdi /Richard A. Brualdi (1939 –)
- Richard (Hubert) Bruck (1914 – 1991)
- Leonid Bunimovich (1947 –) (rusko-amer.)

## C
- Luis Angel Caffarelli (1948 –)
- Anneli Cahn Lax (1922 – 1999)
- Florian Cajori
- Eugenio Calabi
- Robert Daniel Carmichael (1879 – 1967)
- Gabriel D. Carroll
- Lamberto Cesàri (1910 – 1990)
- Gregory Chaitin (1947 –)
- Subrahmanyan Chandrasekhar (1910 – 1995)
- Jeff Cheeger (1943 –)
- Shiing-Shen Chern
- Herman Chernoff
- Evan Christ (1970 –)
- Demetrios Christodoulou (1951 –)
- Fan Chung
- Alonzo Church (1903 – 1995)
- Arthur Byron Coble (1878 – 1966)
- John Cocke
- Paul Joseph Cohen (1934 – 2007)
- John Bligh Conway (1939 –)
- Matthew Cook
- James Cooley
- Arthur Herbert Copeland (1898 – 1970)
- Don Coppersmith (1950 –)
- Richard Courant (1888 – 1972) (nem.-amer.)
- Elbert Frank Cox (1895 – 1969)
- Haskell Brooks Curry (1900 – 1982)

## Č
- Šing-Šen Čern (1911 – 2004)
- Sarvadaman Čovla (1907 – 1995)

## D
- George Dantzig (1914 – 2005)
- Martin Davis
- Italo José Dejter (1939 –)
- Keith Devlin (1947 –)
- Persi Diaconis (1945 –)
- Leonard Eugene Dickson (1874 – 1954)
- Semyon Dyatlov/Semjon Vladimirovič Djatlov (1987 –)
- Joseph Leo Doob (1910 – 2004)
- Patrick Doreian (1941 –)
- Jesse Douglas (1897 – 1965)
- Vladimir Geršonovič Drinfeld (1954 –)  1990 (Ukrajinec)
- Lester Dubins (1920 – 2010)
- Bernard Dwork (1923 – 1998)
- Freeman John Dyson (1923 – 2020)

## E
- Annie Easley (1933 – 2011)
- Thomas Alva Edison (1847 – 1931)
- Harold Mortimer Edwards (1936 – 2020)
- David Eisenbud (1947 –)
- Luther Pfahler Eisenhart (1876 – 1965)
- Noam David Elkies (1966 –)
- Richard Elman (1945 –)
- Paul Erdős (Erdős Pál) (1913 – 1996)
- Pavel Etingof (1969 -) (ukrajin.-amer.)
- Griffith Conrad Evans (1887 – 1973)
- Lawrence Craig Evans (1949 –)

## F
- Ralph Jasper Faudree (1939 – 2015)
- Charles Louis Fefferman (1949 –)  1978
- Mitchell Jay Feigenbaum (1944 – 2019)
- Walter Feit (1930 – 2004)
- William (Vilim Srećko) Feller (1906 – 1970) (hrvaško-amer.)
- Richard Phillips Feynman (1918 – 1988)
- Henry Burchard Fine (1858 – 1928)
- Benjamin Franklin Finkel (1865 – 1947)
- Thomas Scott Fiske (1865 – 1944)
- Gary Flandro ??
- Jon Folkman (1938 – 1969)
- L. R. Ford
  - Lester Randolph Ford (1886 – 1975)
  - Lester Randolph Ford mlajši (1927 – 2017)
- Ralph Fox
- Michael Hartley Freedman (1951 –)  1986
- Edward Frenkel (Eduard Vladimirovič Frenkel) (1968 –) (rus.-amer.)
- Igor Frenkel (1952 –) (rus.-amer.)
- B. Roy Frieden
- Kurt Otto Friedrichs (1901 – 1982) (Nemec)

## G
- Martin Gardner (1914 – 2010)
- Adriano (Mario) Garsia (1928 – 2024) (tunizijsko-italijansko-ameriški)
- Ezra Getzler (1962 –) (avstral.-amer.)
- Josiah Willard Gibbs (1839 – 1903)
- Aleksander Borisovič Givental (1958 –)
- Andrew Mattei Gleason (1921 – 2008)
- James Gilbert Glimm (1934 –)
- Marcel Jules Edouard Golay (1902 – 1989) (švicarsko-ameriški)
- William Mark Goldman (1955 –)
- Solomon Wolf Golomb (1932 – 2016)
- Alexander B. Goncharov (1960 –) (rus.-amer.)
- Daniel Gorenstein
- Bill Gosper (1943 –)
- Judith Victor Grabiner (1938 –)
- Ronald Lewis Graham (1935 – 2020)
- William Caspar Graustein (1888 – 1941)
- Alfred Gray
- Thomas N.E. Greville
- Phillip Griffiths (1938 –)

## H
- Mark Haiman
- Thomas Callister Hales (1958 –)
- Marshall Hall (1910 – 1990)
- Paul Halmos
- Richard Streit Hamilton
- Peter Ladislaw Hammer (1936 – 2006)
- Richard Wesley Hamming (1915 – 1998)
- Philip J. Hanlon
- Frank Harary (1921 – 2005)
- Harish-Chandra (1923 – 1983) (indijsko-amer.)
- Allen Hatcher
- Herbert Aron Hauptman (1917 – 2011) (Nobelova n. za kemijo skupaj s kemikom - Jerome Karle)
- Stephen Travis Hedetniemi
- Earle Raymond Hedrick (1876 – 1943)
- Dan Heisman (1950 –)
- Israel Nathan Herstein (1923 – 1988)
- David Orlin Hestenes (1933 –)
- Carl Hewitt (1944 – 2022)
- Edwin Hewitt (1920 – 1999)
- George William Hill (1838 – 1914)
- Einar Carl Hille (1894 – 1980)
- Eriko Hironaka (1962 –) (matematičarka japonskega porekla)
- Morris Hirsch (1933 –)
- Grace Hopper (1906 – 1992)
- Alston Scott Householder
- Verena Huber Dyson (1923 – 2016) (švicarsko-ameriška)
- June Huh (1983 –)
- Alexander Hurwitz (1937 –)

## I
- Rufus Philip Isaacs (1914 – 1981)
- Henryk Iwaniec (1947 –) (Poljak)

## J
- Nathan Jacobson (1910 – 1999)
- Thomas Jefferson (1743 – 1826)
- Fritz John (1910 – 1994)
- Katherine Johnson (1918 – 2020)
- Norman Johnson (1930 – 2017)

## K
- Viktor Gerševič Kac (1943 –)
- Theodore (Ted) Kaczynski (1942 – 2023) (= "Unabomber")
- Jeremy Kahn (1970 –)
- Rudolf Emil Kalman/Kálmán (1930 – 2016) (Madžar)
- William Kantor (1944 –)
- Irving Kaplansky (1917 – 2006)
- Šašičand Fatehčand Kapoor
- Mikhail M. Kapranov (1962 -)
- Samuel Karlin (1924 – 2007)
- Theodore von Kármán (1881 – 1963)
- Richard Karp
- Edward Kasner
- Nick Katz
- Louis Kauffman (1945 –)
- Joseph B. Keller
- Steven Paul Kerckhoff (1952 –)
- Clark Kimberling (1942 –)
- Robion Kirby
- Sergiu Klainerman (1950 –)
- Erica Klarreich (1972 –)
- Victor LaRue Klee (1925 – 2007)
- Stephen Cole Kleene (1909 – 1994)
- Morris Kline (1908 – 1992)
- Donald Knuth (1938 –)
- Bertram Kostant (1928 – 2017)
- Bernard Osgood Koopman (1900 – 1981)
- Saul Kripke (1940 – 2022) (filozof, logik)
- Joseph Kruskal (1928 – 2010)
- Martin David Kruskal (1925 – 2006)
- Boris Abramovič Kušner (1941 – 2019) (rusko- ameriški)

## L
- Jeffrey Lagarias (1949 –)
- Leslie Lamport  (1941 –)
- Jeffrey Lang (1954 –)
- Serge Lang (1927 – 2005)
- Leo Jerome "Jerry" Lange (1928 – 2018)
- Rudolf Ernest Langer (1894 – 1968)
- Anneli Cahn Lax (1922 – 1999)
- Peter David Lax (1926 – 2025) (madžarsko-judovako-ameriški)
- Solomon Lefschetz (1884 – 1972) (rusko-judovsko-ameriški)
- Russell Sherman Lehman
- Derrick Henry Lehmer
- Tom Lehrer
- James Lepowsky (1944 –)
- William Judson LeVeque (1923 – 2007)
- Norman Levinson
- Richard Lewontin
- C.C. Li
- Elliott Hershel Lieb (1932 –)
- Mario Livio (1945 –) (romunsko-izraelsko-ameriški astrofizik, popularizator znanosti in matematike)
- Edward Norton Lorenz (1917 – 2008)
- Charles Loewner (1893 – 1968) (Kar/e/l Löwner; češ./nem.-amer.)
- Samuel Loyd (1841 – 1911)
- George Lusztig (1946 –) (romunsko-amer.)

## M
- Saunders Mac Lane (1909 – 2005)
- George Whitelaw Mackey (1916 – 2006)
- Karl Mahlburg
- Andrew Majda (1949 – 2021)
- Benoît B. Mandelbrot (1924 – 2010) (francosko-ameriški)
- Henry Berthold Mann (1905 – 2000)
- Herman William March (1878 – 1953)
- Grigorij Margulis (1946 –)   1978 (rusko-ameriški)
- Barry Mazur (1937 –)
- Jerrold E. Marsden (1942 –)
- Donald A. Martin (1940 –) (filozof in teoretik matematike)
- Michael Bahir Maschler (1927 – 2008) (Izrael)
- Max Mason (1877 – 1961)
- Emory McClintock (1840 – 1916)
- Douglas McIlroy (1932 –)
- Curtis Tracy McMullen (1958 –)  1998
- Edward James McShane (1904 – 1989)
- Nicholas Metropolis (1915 – 1999)
- Haynes Robert Miller (1948 –)
- Kelly Miller (1863 – 1939)
- John Willard Milnor (1931 –)  1962
- Michael Minovitch (1935/6 – 2022)
- Marjam Mirzahani (1977 – 2017)  (iransko-ameriška)
- Ormbsy McKnight Mitchel (1809 – 1862)
- Cleve Moler (1939 –)
- Richard Montague (1930 – 1971)
- Deane Montgomery (1909 – 1992)
- Hugh Lowell Montgomery (1944 –)
- Edward Forrest Moore (1925 – 2003)
- Eliakim Hastings Moore (1862 – 1932)
- John Coleman Moore (1923 – 2016)
- Robert Lee Moore (1882 – 1974)
- Cathleen Synge Morawetz (1923 – 2017) (kanadsko-amer.)
- Louis Joel Mordell (1888 – 1972) (ameriško-britanski)
- Frank Morley (1860 – 1937)
- Charles Bradfield Morrey (1907 – 1984)
- Harold Calvin Marston Morse (1892 – 1977)
- Jürgen Kurt Moser (1928 – 1999)
- George Daniel Mostow (1923 – 2017)
- David Bryant Mumford (1937 –)  1974

## N
- John Forbes Nash (1928 – 2015)
- Edward Nelson (1932 – 2014)
- Harry Lewis Nelson (1932 – 2024)
- Abraham Nemeth (1918 – 2013)
- Otto Eduard Neugebauer (1899 – 1990)
- John von Neumann (1903 – 1957)
- Louis Nirenberg (1925 – 2020) (kanadsko-ameriški)
- Ivan Morton Niven (1915 – 1999) (kanadsko-ameriški)
- Martin Nowak (1965 –) avstrijsko-ameriški evolucijski biolog in matematik
- Rafael E. Núñez (1960 –)

## O
- Andrew Michael Odlyzko (1949 –)
- Frank William John Olver (1924 – 2013)
- Ken Ono (1968 –)
- William Fogg Osgood (1864 – 1943)

## P
- Igor Pak (1971 –) (Rus)
- Richard Sheldon Palais (1931 –)
- Theodore Windle Palmer (1935 –)
- Athanasios Papoulis
- Ernest Tilden Parker (1926 – 1991)
- Torrence Parsons
- Nicholas Passell
- Nicholas James Patterson (1947 –)
- John Allen Paulos
- Benjamin Peirce (1809 – 1880)
- Charles Peirce
- Jerome K. Percus (1926 – 2021)
- Carl Pomerance
- Emil Leon Post (1897 – 1954)
- William Prager
- George R. Price (populacijski genetik)
- Griffith Baley Price (1905 – 2006)
- Robert Clay Prim (1921 – 2021)
- Charles Chapman Pugh (1940 –)
- Mihajlo Pupin-Idvorski (1854 – 1935)
- Hilary Putnam (1926 – 2016)

## Q
- Daniel Gray Quillen (1940 – 2011)  1978

## R
- Hans Adolph Rademacher (1892 – 1969)
- Dwijendra Kumar Ray-Chaudhuri (1933 –)
- Raymond Moos Redheffer (1921 – 2005)
- Mina Rees (1902 – 1997)
- Kenneth Alan Ribet
- Henry Gordon Rice
- Marjorie Rice
- Robert Henry Risch (1939 –)
- David Peter Robbins (1942 – 2003)
- Howard Percy Robertson (1903 – 1961)
- Abraham Robinson
- Julia Robinson (1919 – 1985)
- Raphael M. Robinson (1911 – 1995)
- Ronald Rivlin (1915 – 2005) (britansko-ameriški)
- Michael Ira Rosen (1938 –)
- Arnold Ross
- Gian-Carlo Rota (1932 – 1999)
- Mary Ellen Rudin
- Walter Rudin (1921 – 2010) (avstrijsko-ameriški)

## S
- Thomas Lorie Saaty (1926 – 2017)
- Donald Erik Sarason (1933 – 2017)
- Peter Sarnak (1953 –)
- Herbert Scarf
- Julian Seymour Schwinger (1918 – 1994)
- Dana Scott (1932 –)
- Irving Segal/Irving Ezra Segal (1918 – 1998)
- Atle Selberg (1917 – 2007)
- Jeffrey Shallit (1957 –)
- Daniel Shanks (1917 – 1996)
- Claude Elwood Shannon (1916 – 2001)
- Norman Shapiro (1932 – 2021)
- Lloyd Stowell Shapley (1923 – 2016) (angleško-ameriški) (nobelovec za ekonomijo)
- Isador Mitchell Sheffer (1901 – 1992)
- Gorō Shimura (1930 – 2019)
- Peter Shor
- Michael Ira Shub (1943 –)
- Joseph H. Silverman (1955 –)
- Barry Simon (1946 –)
- James Harris Simons
- Jakov Grigorjevič Sinaj (1935 –) (Yakov Sinai) (rusko-ameriški)
- Isadore Singer (1924 – 2021)
- David Singmaster (1938 – 2023)
- Anatoliy Skorokhod
- David Slowinski
- Stephen Smale (1930 –)
- Raymond Smullyan (1919 – 2017)
- George W. Snedecor
- Virgil Snyder (1869 – 1950)
- Alexander Soifer (1948 –) (rusko-amer.)
- Robert Henry Sorgenfrey (1915 – 1996)
- Edwin Henry Spanier (1921 – 1996)
- Brigit Speh (1949 –)
- Donald C. Spencer
- Joel Spencer (1946 –)
- Harold Stark (1939 –)
- Norman Steenrod
- Elias M. Stein
- James Johnston Stoker (1905 – 1992)
- Marshall Harvey Stone (1903 – 1989)
- Ernst Gabor Straus (1922 – 1983) (nem.-amer.)
- Dennis Parnell Sullivan (1941 –)

## T
- Jakov Danilovič Tamarkin (1888 – 1945)
- Abraham Haskel Taub (1911 – 1999)
- Olga Taussky-Todd (1906 – 1995)
- Llewellyn Hilleth Thomas (1903 – 1992)
- John Griggs Thompson (1932 –)  1970
- William Thurston (1946 – 2012)  1982
- Clifford Truesdell
- Albert William Tucker (1905 – 1995)
- Bryant Tuckerman

## U
- Stanislaw Marcin Ulam (1909 – 1984) (poljsko-ameriški)
- Jakov Viktorovič Uspenski (1883 – 1947)

## V
- Ravi D. Vakil (1970 -) (kanadsko-ameriški)
- John Howard Van Amringe (1836 – 1915)
- Edward Burr Van Vleck (1863 – 1943)
- John Hasbrouck van Vleck (1899 – 1980)  1977
- Veeravalli Seshadri Varadarajan (1937 –)
- András Vasy (1969 –)
- Oswald Veblen (1880 – 1960)
- (Vladimir Aleksandrovič Vojevodski 1966 – 2017)
- Paul Vojta (1957 –)

## W
- Donald Dines Wall
- Joseph Leonard Walsh (1895 – 1973)
- Wang Hao
- Warren Weaver
- Jeffrey Renwick Weeks (1956 –)
- Joseph Wedderburn
- Burton Wendroff (1930 –)
- Fritz Joachim Weyl (1915 – 1977) (švic.-amer.)
- Henry Seely White (1861 – 1943)
- George William Whitehead (1918 – 2004)
- Hassler Whitney (1907 – 1989)
- Greg Whitten
- Gordon Thomas Whyburn (1904 – 1969)
- Victor Wickerhauser
- David Vernon Widder (1898 – 1990)
- Norbert Wiener (1894 – 1964)
- Raymond Louis Wilder (1896 – 1982)
- Herbert Saul Wilf (1931 – 2012)
- Richard Michael Wilson (1945 –)
- Kenneth Powers Williams (1887 – 1958)
- Scott W. Williams (1943 –)
- Aurel Wintner (1903 – 1958)
- Edward Witten (1951 –)
- Melanie Wood
- Robert Simpson Woodward (1849 – 1924)
- John William Wrench (1911 – 2009)
- Chauncey Wright
- Sewall Wright

## Y
- Laurence Chisholm Young (1905 – 2000)
- Tsit Yuen Lam (Lín Jiéxuán) (1942 –)

## Z
- Lotfi Aliasker Zadeh (1921 – 2017)
- Don Bernard Zagier (1951 –)
- Oscar Zariski (1899 – 1986) (rusko-amer. judovskega rodu)
- Doron Zeilberger (1950 –)
- Andrei Zelevinsky (1953 – 2013) (rusko-ameriški)
- Max August Zorn (1906 – 1993)
- Antoni Zygmund (1900 – 1992)